# Bernacchioni
Bernacchioni je priimek več oseb:    
- Angelo Raffaele Bernacchioni, indijski rimskokatoliški nadškof
- Giovanni Bernacchioni, dirkač